# Risheds naturreservat

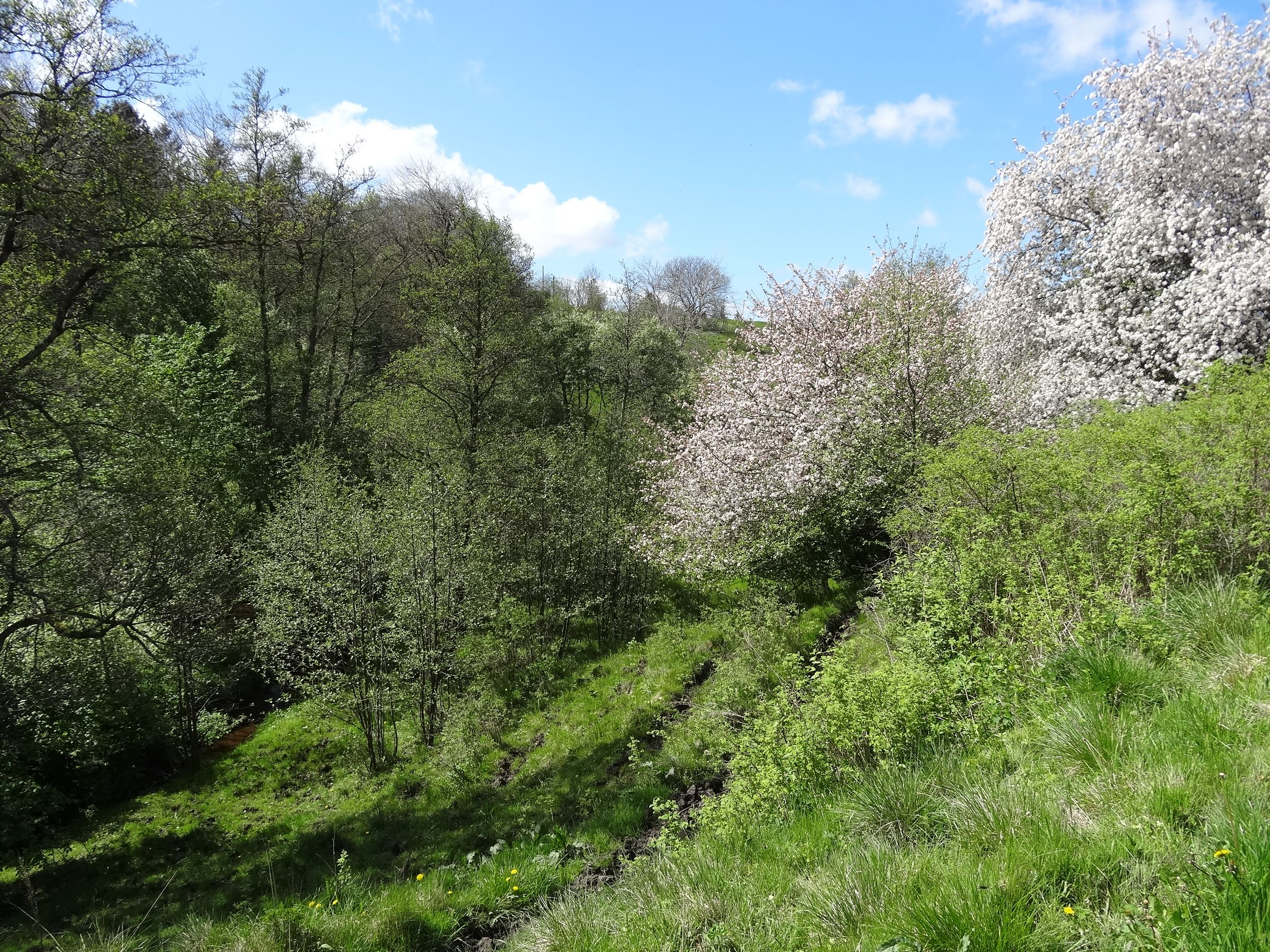
Vildapel och hägg blommar på Risheds ängar.

Risheds naturreservat ligger nära samhället Alafors i Starrkärrs socken, Ale kommun cirka 3 mil norr om Göteborg.
Arealen är 46 hektar, varav lövskog 26 ha, granskog 2,5 ha, öppen betesmark 15 ha, åker 2 ha och vattendrag 0,5 ha.
I reservatet ingår Risheds ängar och Ulvstorps lövskogar.
Risheds ängar är ett naturskönt område som präglas av öppna betesmarker med en bård av al längs ån och rikligt med vildapel, hägg och nypon på flera slänter.
Ulvstorps lövskogar karakteriseras av stor variation i träd- och buskskiktet. Förutom ek finner man ett flertal trädslag såsom ask, alm och lind.
I reservatet finns fornlämningen Kyrkvägsstenen, samt två torpruiner. Från berget i västra delen har man en vidsträckt utsikt över lövskogen och angränsande kulturmarker.
Området förvaltas av Västkuststiftelsen.